# Diptyque de Vienne
Le Diptyque de Vienne ou La Chute et la Rédemption de l'Homme  est un diptyque religieux de l'artiste primitif flamand Hugo van der Goes représentant la Chute de l'Homme sur le panneau de gauche et la Déploration du Christ sur le panneau de droite. Peint dans la seconde moitié du XVe siècle, le diptyque est conservé au Musée d'Histoire de l'art de Vienne. 
Le serpent tentateur y est dépeint comme une créature bipède ressemblant à une salamandre : en effet, d'après le mythe, le serpent pouvait marcher avant que la malédiction de Dieu ne l'oblige à ramper et à manger de la poussière. Le motif de serpent à tête humaine apparaît dans l'art à la fin du XIIIe siècle et est abandonné à la Renaissance.  
Le revers du panneau de gauche porte une représentation de sainte Geneviève. Le revers du panneau droit porte des traces d'un blason, composé d'un bouclier avec une aigle noir et deux supports, dont seuls les pieds ont survécu. Le blason a été peint au XVIIe siècle et pourrait indiquer que les Habsbourg possédèrent le diptyque.
Selon Wolfgang Kermer, le diptyque d'Hugo van der Goes est unique dans la peinture médiévale par son sujet (antithèse entre la Chute de l'Homme et la Rédemption).  

## Voir aussi